# هیکارو شیدا
هیکارو شیدا (志田 光 Shida Hikaru, born June 11, 1988) کشتی‌گیر و بازیگر حرفه ای ژاپنی است که هم‌اکنون به نام اول الیت رسلینگ و شرکت ماکای شناخته شده‌است، ضمن اینکه در آکادمی Oz و Pro نیز حضور دارد. او کشتی حرفه ای را در سال ۲۰۰۸ آغاز شد کرد، تا سال ۲۰۱۴ یک بار به عنوان قهرمان ICE×60 Champion و چهار بار موفق به قهرمان تیم بین‌المللی برچسب روبان بین‌المللی شده‌است.

## اوایل زندگی
در دوران کودکی، شیدا هم جودو و کن‌دو را تمرین می‌کرد و در کن دو به مقام سوم رسید. او بعداً به عنوان هنرپیشه حرفهی خود را آغاز کرد، که مهمترین نقش‌های او در مجموعه تلویزیونی Mususle Venus بود. در سال ۲۰۰۸، شیدا در فیلم Three Count، در دنیای کشتی حرفه ای و همچنین بازیگران کشتی‌گیر حرفه ای، ایمی ساکورا، کیوکو اینو و یوشیکو تامورا به عنوان بازیگر نقش اصلی بازی کرد. برای ایفای این نقش، شیدا تمریناتش را زیر نظر ساکورا شروع کرد.

## حرفه حرفه ای کشتی

### روبان یخی (۲۰۰۸–۲۰۱۴)
شیدا در تاریخ ۲۰ ژوئیه ۲۰۰۸ اولین بازی خود را برای Ice Ribbon انجام داد و در مقابل کازومی شیموما باخت. همان‌طور که برای یک تازه‌کار در کشتی حرفه ای ژاپن مرسوم است، تنها با یک پیروزی، بیش در برابر میاکو ماتسوموتو داشت. در مارس ۲۰۰۹، سرانجام شیدا مرتباً با پیروزی‌های بیشتر موفقیت خود را آغاز کرد. در ۱۳ سپتامبر ۲۰۰۹، شیدا وارد دنیای هنرهای رزمی ترکیبی شد.

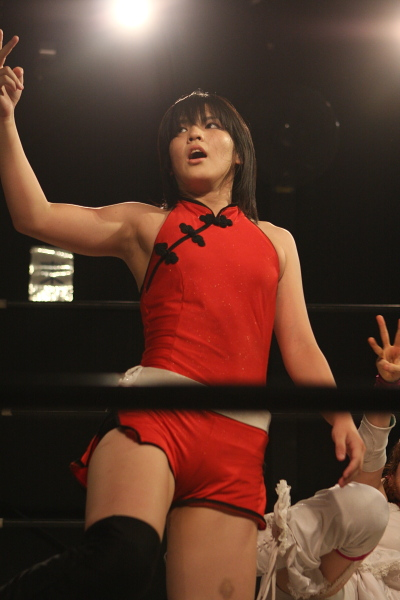
شیدا در ژوئیه ۲۰۱۰

در ۲۱ مارس، شیدا توسط هواداران روبان یخی به عنوان حریف برای دیدار با کشتی‌گیر، سایوری انتخاب شد. شیدا در این مسابقه با فالکون پیکان پیروز شد. این مسابقه در نهایت منجر به همکاری دو کشتی‌گیر کانگاوا شد و پس از شکست دادن چی چی تومیا و ماکوتو در تاریخ ۱۶ آوریل، شیدا و سایوری در ۵ مه به مصاف ناموفق ایمی ساکورا و رای برای مسابقات بین‌المللی تیم برچسب روبان رفتند. این مشارکت همچنین به Smash منتقل شد، جایی که شیدا و سایوری در یک تگ تیم در تاریخ ۳ مه در Smash.1o یو و میو شیرای را شکست دادند. در ۹ ژوئن در Smash.18، شیدا در اولین دور یک تورنمنت توسط سایوری شکست خورد. در تاریخ ۲۴ سپتامبر، شیدا و فوجیموتو تلاش کردند مجدداً مسابقات بین‌المللی تیمی با برچسب روبان را به دست بیاورند، اما در نیمه نهایی مسابقات برای کسب جای خالی توسط منامی تویوتا و تسکوشی شکست خوردند.